# لويس جونسون
لويس جونسون (بالإنجليزية: Louis Johnson)‏ هو سياسي أمريكي، ولد في 1937 في أوينسبورو في الولايات المتحدة.